# 擬蠑螺科
擬蠑螺科（學名：Paraturbinidae）為腹足綱一個只有化石物種的科，其成員皆為來自中生代的已滅絕腹足纲软体动物；2017年底出版的《布歇特等人的腹足類分類》依從這個分類。Knight (1960) 指本科物種為古生代（Paleozoic）物種，不確。
本科的學名源於蠑螺科（Turbinidae）再加上「para-」的詞綴，按施習德的建議而選取「擬蠑螺科」作為其中文譯名。
本科不屬於任何總科，其下也沒有任何亞科。 